# Назарбаев Интеллектуальные школы
Назарбаев Интеллектуальные школы (НИШ; каз. Назарбаев Зияткерлік Мектептері, НЗМ) — сеть из школ для учащихся c 7 по 12 класс в 18 городах Казахстана. Школы названы в честь Президента Казахстана в 1991—2019 годах Нурсултана Назарбаева.

## Программа
Изначально каждая школа ориентировалась на определенный набор предметов: либо физико-математические науки, либо химические и биологические науки, либо иностранные языки. Это разделение по-прежнему представлено в названиях школ, но в большинстве школ используется одна и та же учебная программа, основанная на Cambridge A Level. Исключение составляет NIS IB в Астане, где образовательная программа построена по программам International Baccalaureate.
Учащиеся сдают экзамен в 6 классе в 7 класс. Экзамен проходит по математике, количественным характеристикам, естествознанию, казахскому, русскому и английскому.
Поступившим выдается грант «Оркен», покрывающий 100 % стоимости обучения.
Обучение в НИШ ведется на трех языках: на казахском, русском и английском, с переходом на преимущественно английский к предпоследнему году обучения.
Для казахских классов все предметы ведутся на казахском, но английский на английском, а русский, всемирная история и информатика на русском.
Для русских классов все предметы ведутся на русском, но английский на английском, а казахский, география, история Казахстана на казахском.
С 10 по 12 класс профильные предметы также идут на английском языке.
Первоначально программа НИШ была создана при содействии преподавателей Высшей школы образования Пенсильванского университета. Впоследствии Назарбаев Интеллектуальные школы сотрудничали с педагогическим факультетом Кембриджского университета в разработке учебных программ, а также с экзаменационным синдикатом Кембриджского университета во время по разработки системы оцениванию.

## Школы

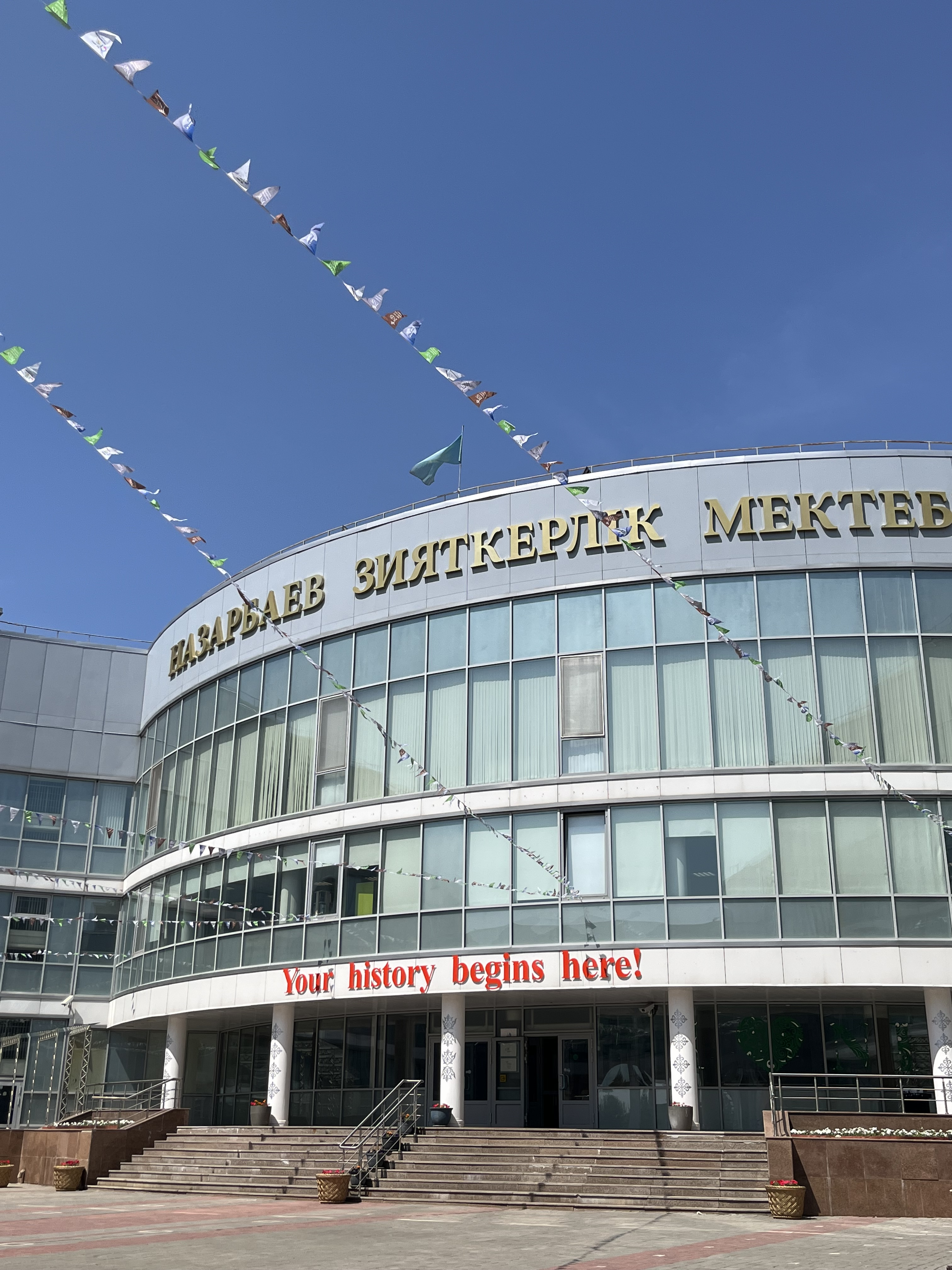
Назарбаев Интеллектуальная школа города Астана

В настоящее время существует 21 школа НИШ, а также две школы аффилированные с НИШ:
- Алматы: НИШ ФМН города Алматы и НИШ ХБН города Алматы
- Астана: НИШ ФМН города Астана, НИШ города Астана: НИШ города Астана IB и Международная школа города Астана.
- Шымкент: НИШ ФМН города Шымкент и НИШ ХБН города Шымкент
- Семей: НИШ ФМН города Семей
- Кокшетау: НИШ ФМН города Кокшетау
- Талдыкорган: НИШ ФМН города Талдыкорган
- Уральск: НИШ ФМН города Уральск
- Усть-Каменогорск: НИШ ХБН города Усть-Каменогорск
- Актобе: НИШ ФМН города Актобе
- Караганда: НИШ ХБН города Караганда
- Тараз: НИШ ФМН города Тараз
- Кызылорда: НИШ ХБН города Кызылорда
- Павлодар: НИШ ХБН города Павлодар
- Атырау: НИШ ХБН города Атырау
- Костанай: НИШ ФМН города Костанай
- Петропавловск: НИШ ХБН города Петропавловск
- Актау: НИШ ХБН города Актау
- Туркестан: НИШ ХБН города Туркестан

## Критика
Cистема Назарбаев Интеллектуальных школ подвергается критике за то, что она обходится дорого бюджету Казахстана. Так, в 2020—2021 году на НИШ потратили в среднем в 23 раза больше, чем на средние общеобразовательные школы. Некоторые комментаторы такую ситуацию называют «образовательной сегрегацией».